# Inaicyra Falcão dos Santos
Inaicyra Falcão dos Santos (n. 1958, Salvador, Bahia) es una cantante lírica brasileña, profesora doctora e investigadora de las tradiciones africano-brasileñas, en la educación y en las artes performáticas, en el Departamento de Artes Corporales de la Unicamp. Es hija de Mestre Didi y nieta de Mãe Senhora, Iyalorixá del Candomblé
Graduada en danza por la Universidad Federal de Bahía, con una maestría en Artes Teatrales por la Universidad de Ibadán en Nigeria y doctora en Educación por la USP.
Frecuentó cursos en el área de danza moderna y en jazz en el Studio Alvin Ailey de Nueva York, en el Laban Centre for Movement and Dance de Londres, y en la Schola Cantorum de París.
Realizó innumerables viajes de estudio al exterior. Se convirtió en una bailarina e investigadora de este universo, estudiando y completando cursos de posgrado en la Universidad de Ibadán, en Nigeria, y participó en experiencias de vanguardia de recreación del lenguaje de la danza en un contexto afro-brasileño, especialmente en montajes de autos coreográficos del Grupo Arte y Espacio de la SECNEB, como AJAKÁ, Iniciación para la Libertad.
Posteriormente, de regreso definitivamente al Brasil, ejerce la docencia en la Unicamp, descubriendo su talento de cantante lírica, trabajando en la recreación de la música sacra negra.

## Obras
- Dança e pluralidade: corpo e ancestralidade. En: Múltiplas Leituras-Revista eletrônica da FAHUD- Faculdade de Humanidades e Direito 2 (1, ene./jun. 2009)
- Ancestrais na construção e formação da cultura brasileira contemporãnea. En: Arte e Cultura da América Latina. Sociedade Científica de Estudos da Arte 20 (2ºsem. 2008). São Paulo:CESA:Terceira Margem, 2008
- Favela. En Revista Eparrei VII (14) /Alzira Rufino (ed.) (2º sem. 2008). Santos: Casa de Cultura da Mulher Negra, 2008
- Corpo e ancestralidades: uma proposta estética de dança negra contemporânea. En: Revista Olonadé - O Teatro da Comuns/ Gustavo Mello (org.) Río de Janeiro: Companhia da Comuns, 2007
- Peter Badejo-Arte e Cultura da Nigéria. J. Ìrohìn/ Edson Lopes Cardoso (coord. editorial). Brasília: Jornal Ìrohìn, 2006
- 'Corpo e Ancestralidade Uma proposta pluricultural de dança-arte-educação. Editora de UFBA, Salvador, 2002 ISBN 852320282X, ISBN 9788523202828
- CD Okan Awa - Cânticos da Tradição Yorubá, Atração Fonográfica, 2002  Archivado el 5 de marzo de 2016 en Wayback Machine.  Archivado el 20 de julio de 2006 en Wayback Machine.  Archivado el 20 de julio de 2006 en Wayback Machine.
- Processo Criativo Corporal com Tradição Africano-brasileira. Revista Trilhas del Instituto de Artes da Unicamp, pp. 86-90, 1998
- AYÁN, Uma Poética Intertextual. Texto publicado en el libro Pluralidade Cultural e Educação, (org.) Narcimária Luz, Secretaria da Educação e Sociedade de Estudos da Cultura Negra no Brasil -SECNEB, Salvador, 1996